# Billardiera longiflora
Billardiera longiflora är en tvåhjärtbladig växtart som beskrevs av Jacques-Julien Houtou de La Billardière. Billardiera longiflora ingår i släktet Billardiera och familjen Pittosporaceae. Utöver nominatformen finns också underarten B. l. ovalis.